# Жак I де Шатильон-Дампьер
Жак I де Шатильон (фр. Jacques I de Châtillon; ок. 1365 — 25 октября 1415) — сеньор де Дампьер, де Сомпюи и де Рольянкур с 1382/1390, адмирал Франции с 1408, сын Гуго де Шатильона, сеньора де Дампьер, и Агнес де Суаенкур. Также известен как Жак де Дампьер (фр. Jacques de Dampierre).

## Биография
Жак происходил из ветви знатного французского рода Шатильонов, владевшей сеньориями Дампьер-сюр-Об, Сомпюи и Рольянкур в Шампани. 
Жак был единственным сыном Гуго де Шатильона (ум. 1382/1390), сеньора де Дапьер, занимавшего при французском дворе должность великого магистра арбалетчиков, и Агнес де Суаенкур (ум. после 1390), дочери Матье де Суаенкур, сеньора де Сешель. 
Жак унаследовал владения отца между 1382 и 1390 годами. 
В разгоревшейся в начале XV года борьбе между арманьяками и бургильонами Жак был сторонником герцога Бургундии Жана Бесстрашного, который после убийства в 1407 году Людовика Орлеанского был до 1413 года фактическим правителем Франции. В 1408 году Жан Бесстрашный сместил с поста адмирала Франции сторонника арманьяков Пьера де Бребана, на его место он 23 августа поставил Жака де Шатильона. После захвата Парижа в 1413 году арманьяками, они признали адмиралом Пьера де Бребана, однако бургиньоны признавали адмиралом Жака де Шатильона. Возобновление войны с Англией в 1415 году ненадолго примирило партии. 
Жак де Шатильон погиб 25 октября 1415 года в битве при Азенкуре. Похоронен он в бенедиктинском аббатстве Оши.
Владения Жака унаследовал его старший сын Жак II, позже занимавший при французском дворе должность великого хлебодара.
В галерее битв в Музея истории Франции, расположенном на первом этаже южного крыла Версаля, есть бюст Жака работы Эжена-Андре Удине.

## Брак и дети
Жена: с ок. 1392 Жанна де ла Ривьер (ок. 1381/1282 — после 1 сентября 1445), дочь Бюро III, сеньора де ла Ривьер, великого камергера Франции, и Маргариты, дамы д’Оно и де Рошфор. Дети:
- Жак II (ум. после 1446), сеньор де Дампьер, де Сомпуа и де Рольянкур с 1415, великий хлебодар Франции[1];
- Валеран (ум. после 1471), сеньор де Боваль с 1415, сеньор де Дампьер, де Сомпуа и де Рольянкур после 1446[1];
- Изабелла; муж: с 1435 Жан IV де Куртене (ум. после 1 августа 1472), сеньор де Шампинель[1].